# Principessa consorte
La Principessa consorte è un titolo ufficiale o una designazione informale di solito concessa alla moglie di un principe sovrano. Il titolo può essere utilizzato per la moglie di un re se la più usuale designazione di regina consorte non è utilizzata.

## Descrizione
Più informalmente, può anche essere usato per descrivere la posizione di famiglia di ogni donna che sposa un reale non morganaticamente, se il rango che deriva da quel matrimonio è inferiore a quello di una principessa (per esempio Grace Kelly fu Principessa Consorte durante il matrimonio, mentre Liliane Baels e Contessa Julia von Hauke di solito non vengono così descritte).
Attualmente in Europa c'è una sola principessa consorte: Charlene, Principessa di Monaco e, al di fuori delle monarchie occidentali, il titolo di principessa è portato dalla moglie del re Hamad del Bahrein, Sabika, sin dal 2002.

## Regno Unito
Nel 2005, prima del matrimonio di Carlo, principe di Galles e Camilla Parker Bowles, Clarence House annunciò che all'ascesa al trono del marito del Regno Unito, Camilla non avrebbe utilizzato lo stile legale di regina consorte. Aveva intenzione di utilizzare lo stile di "principessa consorte", anche se suo marito non sarebbe stato un principe sovrano ma un re sovrano. Un tale titolo non ha precedenti storici; secondo il diritto comune inglese, le mogli dei re diventano automaticamente regine.
Questo era il caso di tutte le altre donne sposate con re britannici, ad eccezione delle regine che regnavano insieme ai loro mariti. Nel 2018, Clarence House ha rimosso la dichiarazione dal suo sito web, suggerendo che Camilla sarebbe stata definita regina consorte all'ascesa al trono del marito. Nel 2020, tuttavia, Clarence House ha rilasciato un'altra dichiarazione annunciando che, come stabilito al momento del matrimonio, all'ascesa al trono del principe di Galles, Camilla avrebbe assunto il titolo di "principessa consorte" con lo stile di Sua Altezza Reale. Nel suo messaggio per l'ascesa al trono del 2022, pubblicato per celebrare il 70º anniversario del suo regno, Elisabetta II ha affermato che era suo "sincero desiderio" che Camilla fosse conosciuta come regina consorte all'ascesa al trono di Carlo. All'ascesa al trono di Carlo nel settembre 2022, Camilla ha assunto il titolo di regina consorte.

## Belgio
Lilian Baels era la consorte del re del Belgio, ma usava il titolo di principessa invece che di regina.

## Principesse consorti attuali
| Nome     | Principato | Data             | Principe                       |
| -------- | ---------- | ---------------- | ------------------------------ |
| Sabika   | BHR        | 14 febbraio 2002 | Hamad, re del Bahrein          |
| Charlene | MCO        | 1 luglio 2011    | Alberto II, principe di Monaco |